# Goair Trainer
Der Goair Trainer ist ein Schul- und Reiseflugzeug des australischen Herstellers Goair Products.

## Geschichte und Konstruktion
Der Trainer wurde von Philip Goard und Mark Redford entwickelt. Die Maschine ist ein Tiefdecker mit nicht einziehbarem Bugradfahrwerk. Unter dem geschlossenen Cockpit mit Schiebehaube finden zwei nebeneinander angeordnete Sitze Platz. Das Flugzeug wird von einem Vierzylinder-Boxermotor Lycoming O-235 mit 88 kW angetrieben und besitzt einen Zweiblattpropeller. Der Erstflug fand im Juli 1995 statt und die Flugerprobung wurde im November 1998 abgeschlossen. Im Anschluss daran wurde eine zweite, erheblich modifizierte Maschine als Goair GT-1 Trainer gebaut, insbesondere wurde der Rumpf verbreitert und Querruder und Klappen geändert. Die GT-1 wurde in Folge zur Brumby 600 weiterentwickelt. Das Flugzeug wird als Bausatz für den Amateurbau angeboten.

## Technische Daten
| Kenngröße             | Daten                                                |
| --------------------- | ---------------------------------------------------- |
| Besatzung             | 1                                                    |
| Passagiere            | 1                                                    |
| Länge                 | 6,25 m                                               |
| Spannweite            | 8,76 m                                               |
| Höhe                  | 2,03 m                                               |
| Flügelfläche          | 10,50 m²                                             |
| Leermasse             | 470 kg                                               |
| max. Startmasse       | 748 kg                                               |
| Reisegeschwindigkeit  | 185 km/h                                             |
| Höchstgeschwindigkeit | 213 km/h                                             |
| Dienstgipfelhöhe      | ? m                                                  |
| Reichweite            | ? km                                                 |
| Triebwerke            | 1 × Vierzylinder-Boxermotor Lycoming O-235 mit 88 kW |